# Bermillo de Sayago
Bermillo de Sayago is een gemeente in de Spaanse provincie Zamora in de regio Castilië en León met een oppervlakte van 189,55 km². Bermillo de Sayago telt 1.085 inwoners (1 januari 2016).